# (758) Mancunia
(758) Mancunia est un astéroïde de la ceinture principale découvert le 18 mai 1912 par l'astronome sud-africain Harry Wood. Sa désignation provisoire était 1912 PE.